# Pratitnagar
Pratitnagar é uma vila no distrito de Dehradun, no estado indiano de Uttaranchal.

## Demografia
Segundo o censo de 2001, Pratitnagar tinha uma população de 7078 habitantes. Os indivíduos do sexo masculino constituem 50% da população e os do sexo feminino 50%. Pratitnagar tem uma taxa de literacia de 70%, superior à média nacional de 59.5%: a literacia no sexo masculino é de 77% e no sexo feminino é de 64%. Em Pratitnagar, 13% da população está abaixo dos 6 anos de idade.